# Exclusivus

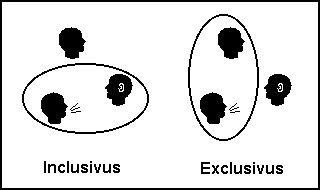
Exclusivus a inclusivus

Exclusivus („my” ekskluzywne) – forma językowa pierwszej osoby liczby mnogiej, odpowiadająca polskiemu „my” z wykluczeniem odbiorcy (słuchacza) – my bez ciebie.
Forma ta jest typowa dla języków austronezyjskich, występuje też w niektórych językach papuaskich (zwłaszcza tych, które znalazły się pod wpływem austronezyjskim). Spotykana jest również w językach indiańskich, austroazjatyckich oraz w językach grupy tungusko-mandżurskiej i w języku nama. Ma ona charakter recesywny (wymierający).

## Przykłady
| Język      | Inclusivus | Exclusivus |
| ---------- | ---------- | ---------- |
| amis       | [k]ita     | [k]ami     |
| czeczeński | вай (vay)  | тхо (txo)  |
| keczua     | ñuqanchik  | ñuqayku    |
| malajski   | kita       | kami       |
| odżibwa    | kīnuwi     | nīnuwi     |
| sahu       | ngene      | ngomi      |
| tok pisin  | yumi       | mipela     |
| wietnamski | chúng ta   | chúng tôi  |